# Filmes de 1952 da Republic Pictures

## Introdução

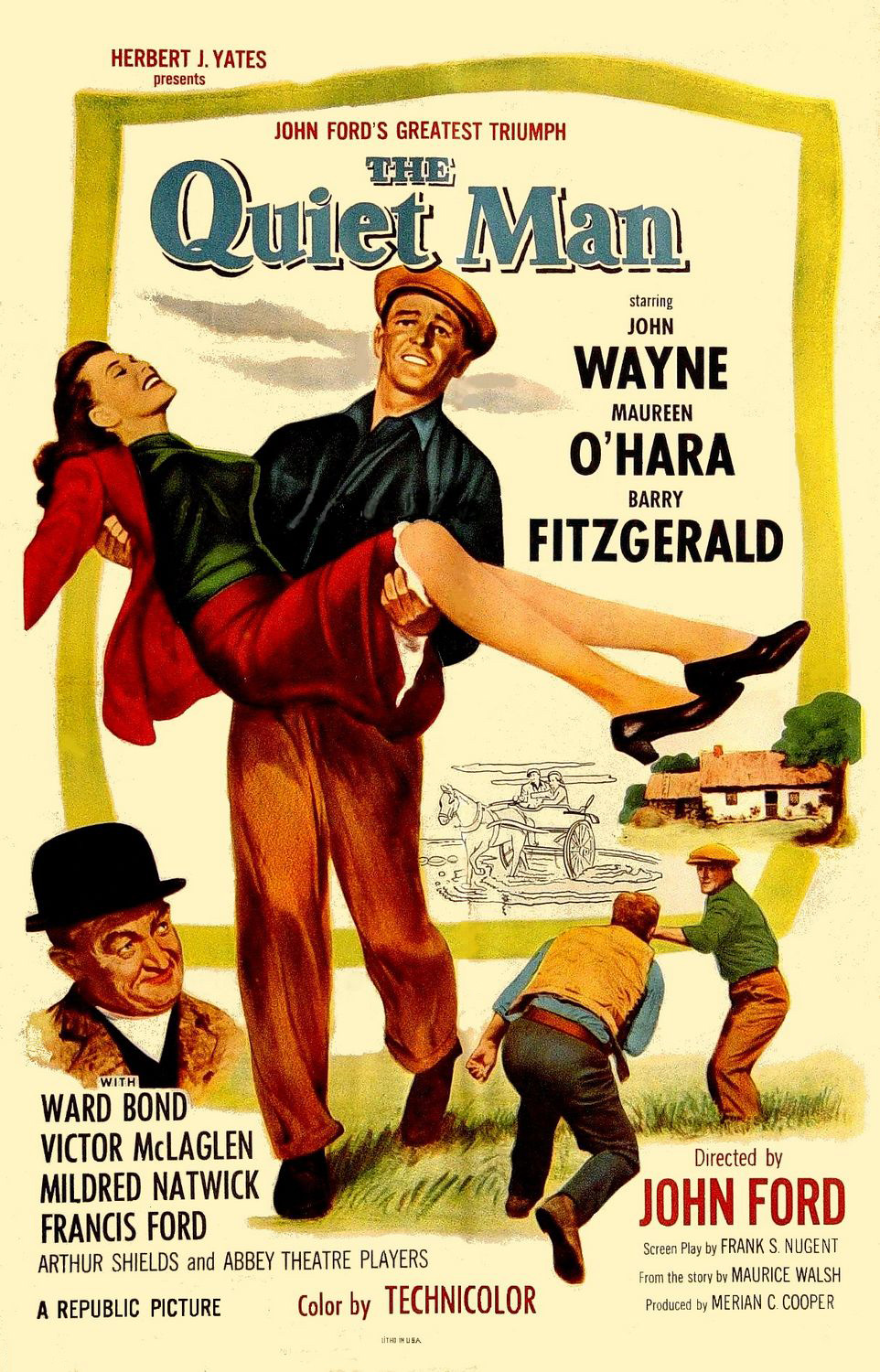
Cartaz de The Quiet Man, premiado filme de John Ford, o principal lançamento da Republic no ano.

Em 1952, a Republic Pictures lançou 33 produções.
Apenas dois seriados foram produzidos, ambos de ficção científica, gênero cada vez mais popular à medida que a década de 1950 avançava. Enquanto isso, encolhiam os faroestes B, o gênero mais identificado com o estúdio -- àquela altura, os únicos cowboys que restavam eram  Rex Allen e Allan Lane, este prestes a pendurar o chapéu e o cinturão.
Enquanto diminuiam os faroestes, chegavam ao fim os musicais: I Dream of Jeanie, uma biografia de Stephen Foster, foi o último produzido pela Republic.
O grande lançamento do ano foi The Quiet Man, o filme mais importante da história da Republic. Hollywood em peso recusara o projeto, oferecido por John Ford durante anos, até que Herbert J. Yates concordou em financiá-lo. O acordo, entretanto, previa que Ford dirigisse outras duas películas para o estúdio, o que ele cumpriu com Rio Grande e The Sun Shines Bright. The Quiet Man, uma comédia com um vistoso elenco, recebeu sete indicações ao Oscar. Ao vencer em duas categorias, tornou-se o único longa-metragem do catálogo da Republic premiado pela Academia.

## Prêmios Oscar
Vigésima quinta cerimônia, com os filmes exibidos em Los Angeles no ano de 1952.
| Filme         | Indicações | Premiações                       |
| ------------- | --- | -------------------------------- |
| The Quiet Man | Melhor Filme Melhor Diretor Melhor Ator Coadjuvante (Victor McLaglen) Melhor Roteiro Adaptado Melhor Fotografia Melhor Direção de Arte Melhor Mixagem de Som | Melhor Diretor Melhor Fotografia |

## Seriados do ano
| Título original             | Título PT/BR                 | Título PT/PT | Astro          | Diretor         | Episódios | Gênero            |
| --------------------------- | ---------------------------- | ------------ | -------------- | --------------- | --------- | ----------------- |
| Radar Men from the Moon     | Cody, O Marechal do Universo |              | George Wallace | Fred C. Brannon | 12        | Ficção Científica |
| Zombies of the Stratosphere | Zumbis da Estratosfera       |              | Judd Holdren   | Fred C. Brannon | 12        | Ficção Científica |

## Filmes do ano
| Título original            | Título PT/BR                             | Título PT/PT      | Astros                            | Diretor           | Gênero   |
| -------------------------- | ---------------------------------------- | ----------------- | --------------------------------- | ----------------- | -------- |
| Bal Tabarin                |                                          |                   | Muriel Lawrence, William Ching    | Philip Ford       | Musical  |
| Black Hills Ambush         | Golpe de Audácia                         |                   | Allan Lane, Eddy Waller           | Harry Keller      | Faroeste |
| Border Saddlemates         | Raposa da Fronteira                      |                   | Rex Allen, Mary Ellen Kay         | William Witney    | Faroeste |
| Captive of Billy the Kid   | Tesouro Fatal                            |                   | Allan Lane, Penny Edwards         | Fred C. Brannon   | Faroeste |
| Colorado Sundown           | Cavaleiro do Colorado                    |                   | Rex Allen, Mary Ellen Kay         | William Witney    | Faroeste |
| Desperadoes' Outpost       | Vingança Implacável                      |                   | Allan Lane, Eddy Waller           | Philip Ford       | Faroeste |
| The Fabulous Señorita      |                                          |                   | Estelita Rodriguez, Robert Clarke | R. G. Springsteen | Comédia  |
| Rondini in Volo            |                                          |                   | Massimo Serato, Dina Sassoli      | Luigi Capuano     | Aventura |
| Gobs and Gals              | Os Loucos de Mona Falu                   |                   | George Bernard, Bert Bernard      | R. G. Springsteen | Comédia  |
| Hoodlum Empire             | Império dos Malvados                     | Violência         | Brian Donlevy, Claire Trevor      | Joseph Kane       | Policial |
| I Dream of Jeanie          | Oh! Susanna... Uma Canção de Amor Eterno |                   | Ray Middleton, Bill Shirle        | Allan Dwan        | Musical  |
| A Lady Possessed           | Uma Estranha Mulher                      | Obsessão          | James Mason, June Havoc           | William Spier     | Suspense |
| The Last Musketeer         | O Último Mosqueteiro                     |                   | Rex Allen, Mary Ellen Kay         | William Witney    | Faroeste |
| Leadville Gunslinger       | Homens do Mal                            |                   | Allan Lane, Eddy Waller           | Harry Keller      | Faroeste |
| Oklahoma Annie             |                                          |                   | Judy Canova, John Russell         | R. G. Springsteen | Musical  |
| Old Oklahoma Plains        | Golpe Traiçoeiro                         |                   | Rex Allen, Slim Pickens           | William Witney    | Faroeste |
| The Quiet Man              | Depois do Vendaval                       | O Homem Tranquilo | John Wayne, Maureen O'Hara        | John Ford         | Comédia  |
| South Pacific Trail        | Emboscada Sangrenta                      |                   | Rex Allen, Estelita Rodriguez     | William Witney    | Faroeste |
| Toughest Man in Arizona    | Chamas da Ambição                        |                   | Vaughn Monroe, Joan Leslie        | R. G. Springsteen | Faroeste |
| Thunderbirds               | Grito de Sangue                          | Divisão Heroica   | John Derek, John Drew Barrymore   | John H. Auer      | Guerra   |
| Thundering Caravans        | Povoado Assombrado                       |                   | Allan Lane, Eddy Waller           | Harry Keller      | Faroeste |
| Tropical Heat Wave         |                                          |                   | Estelita Rodriguez, Robert Hutton | R. G. Springsteen | Policial |
| The WAC from Walla Walla   | Garota Infernal                          |                   | Judy Canova, Stephen Dunne        | William Witney    | Comédia  |
| Wild Horse Ambush          |                                          |                   | Michael Chapin, Eilene Janssen    | Fred C. Brannon   | Faroeste |
| Woman in the Dark          |                                          |                   | Penny Edwards, Ross Elliott       | George Blair      | Policial |
| Woman of the North Country | Avalanche de Ódios                       | Castigo de Mulher | Ruth Hussey, Rod Cameron          | Joseph Kane       | Faroeste |

## Outros
| Título                                | Produção    | Direção     | Narração | Elenco | Duração   | Gênero  |
| ------------------------------------- | ----------- | ----------- | -------- | ------ | --------- | ------- |
| This World of Ours -- Chile           | Carl Dudley | Carl Dudley | --       | --     | 9 minutos | Turismo |
| This World of Ours -- India           | Carl Dudley | Carl Dudley | --       | --     | 9 minutos | Turismo |
| This World of Ours -- Israel          | Carl Dudley | Carl Dudley | --       | --     | 9 minutos | Turismo |
| This World of Ours -- Puerto Rico     | Carl Dudley | Carl Dudley | --       | --     | 9 minutos | Turismo |
| This World of Ours -- The Philippines | Carl Dudley | Carl Dudley | --       | --     | 9 minutos | Turismo |